# Bild
O Bild (conhecido anteriormente como Bild Zeitung, lit. Jornal Imagem) é um jornal tabloide da Alemanha. Foi fundado por Axel Springer em 1952. Rapidamente tornou-se o jornal mais bem vendido, por uma larga margem, não apenas na Alemanha, mas em toda Europa.
A tiragem inicial, de 455 mil exemplares, cresceu para um milhão em 12 meses. O proprietário da editora e idealizador do jornal, Axel Springer, pretendia criar um diário nos moldes do britânicos Daily Mirror, usando o poder da imagem (Bild, em alemão). Apesar do tamanho de seu papel ser maior, isto é refletido em sua mistura de fofocas de celebridades, histórias criminais e análises políticas conservadoras. Foi acusado de usar métodos de baixo escalão, mostrando manchetes sensacionalistas ou mulheres de topless em suas capas para aumentar seu número de leitores. Em plena fase de reconstrução no pós-guerra, o objetivo era informar e oferecer entretenimento aos alemães.
Sua primeira edição teve quatro páginas, textos curtos e fotos grandes. Entendendo-se como orientador da população numa nova situação histórica – a Alemanha estava dividida em Ocidental e Oriental, ocupada pelos soviéticos, desde cedo seu alvo foi o "inimigo comunista".
Para reforçar este objetivo, foi aberta uma sucursal em Berlim, diretamente junto ao Muro. A crítica ao comunismo dirigia-se não só à República Democrática Alemã, também aos estudantes radicais de esquerda na Alemanha Ocidental no final da década de 1960.
Apesar de ainda ser o maior jornal da Alemanha, a circulação do Bild está em queda constante nos últimos 10 anos. Após vender mais de cinco milhões de cópias todos os dias nos anos 1980, a circulação caiu abaixo da marca dos quatro milhões em 2002 e 2003 pela primeira vez em quase 30 anos. Em 2014 tem uma circulacão de 3,15 milhões, que vendeu 2,44 milhões. O jornal continua sendo o mais controverso nas bancas alemãs, porque às vezes utiliza práticas ilegais para vender seus jornais. Em 2004 o jornal cooperou com o gigante do fast-food estado-unidense McDonald's para vender o jornal em quase 10.000 restaurantes em todo o país.